# سوق الثلاثاء (بغداد)
سوق الثلاثاء:وهما سوقان قديمتان ما عرفت بغداد أسم غيرهما، وكان أهل بغداد يشتغلون فيهما بالبيع والشراء، احدها في الكرخ، وكانت ضمن حدود سوق الكرخ العظمى، والآخرى التي في الرصافة، كانت لقوم من أهل كلواذى و بغداد، وهي سوق ببغداد وفيه سوق بزَّها الأعظم، وسمي بذلك لأنه كان يقوم عليه سوق لأهل كلواذى وأهل بغداد، قبل أن يعمر المنصور بغداد، في كل شهر مرة يوم الثلاثاء فنسب إلى اليوم الذي كانت تقوم فيه السوق.

## مقدمة
سوق الثلاثاء
فالسوق: لغوياً عبارة عن المكان الذي تلتقي فيه قرارات البائعين والمشترين بشأن تبادل السلع. ويعني انحسار السوق في بقعة محدودة، كما كان عليه في الماضي.
أما الثلاثاء، والثلاثاء هو أحد أيام الاسبوع، فلماذا الثلاثاء؟! حين نقلب صفحات التاريخ ونصل إلى العصر العباسي نلقى انه كان للمأمون مجلس للمناظرة يعقده يوم (الثلاثاء) وأشهر هذا اليوم تلك المناظرة. وقد اقترن هذا اليوم باسم سوقين من أهم أسواق بغداد في العصر العباسي إلا وهما سوقا الثلاثاء اللذان احتضن جانب الرصافة احدهما، واحتضن الآخر جانب الكرخ.
- سوق الثلاثاء الذي في الكرخ أشار إليها المؤرخ اليعقوبي المتوفي سنة (284ه‍) عند وصفه أسواق الكرخ الكبيرة في الجانب الغربي من بغداد حيث قال:«والكرخ السوق العظمى مادة من قصر وضاح إلى سوق الثلاثاء طولاً بمقدار فرسخين، ومن قطيعة الربيع إلى دجلة عرضاً مقدار فرسخ، فلكل تجار وتجارة شوارع معلومة وصفوف في تلك الشوارع وحوانيت وعراص، وليس يختلط قوم بقوم ولا تجارة بتجارة ولا يباع صنف مع غير صنفه، ولا يختلط أصحاب المهن من سائر الصناعات بغيرهم وكل سوق مفردة وكل أهل منفردون بتجاراتهم. وكل أهل مهنة معتزلون عن غير طبقتهم، وبين هذه الأرباض التي ذكرنا والقطائع التي وصفنا منازل الناس من العرب والجند والدهاقين والتجار  وغير ذلك من أخلاط الناس ينتسب اليهم الدروب والسكك». [5] وهذا السوق كان يقام كل ثلاثاء كنظيره في الجانب الشرقي من بغداد.[6]
- وسوق الثلاثاء التي في جانب الرصافة وبما انها كانت من أقدم أسواق الجانب الشرقي المعروف بجانب الرصافة من بغداد، فسنتناولها بشيء من التفصيل.

## تمهيد
كانت هذه السوق تقوم يوم الثلاثاء لأهل كلواذى قبل ان يعمر الخليفة المنصور مدينته، وبعد إنشاء بغداد، واعمار الجانب الشرقي منها وازدهارها، أصبحت سوق الثلاثاء مركزا تجاريا نشيطاً امتد إلى مسافة كبيرة تبدأ من الطرف الشرقي للجسر الأسفل ممتدة مع الشارع الأعظم الصاعد إلى باب الطاق. محاولين تسليط الضوء عليها كسوق تجاري مع ذكر أهم السلع التي اشتهرت ببيعها والمعروف ان كل بضاعة أو سلعة لها مكان خاص بها وعلى حدة من مكان السلعة الأخرى، فاخذ كل مكان منها مسمى بضاعته، فتسمية الأسواق وتخصصها متوقفة على نوع المواد التي تعرضها، وحسب بضاعتها وحرفتها فسوق الدواب اقتصر نشاطها على بيع حيوانات النقل والركوب الحمل، والعلافين اقتصر نشاطها التجاري على بيع العلف الحيواني، والرياحين لبيع العطور والتوابل، والبزازين تباع فيها الأقمشة الحريرية وغيرها، والصفارين وكان نشاطها التجاري مقتصراً على صناعة وبيع الأواني بكافة اشكالها واحجامها والمصنوعة من مادة النحاس (الصفر)، والزنجبيل كان يباع فيها الزنجبيل كمادة مطهرة مثل الصابون، هذه الأسواق وغيرها عرفت بهذه الأسماء لتخصصها ببيع تلك المادة فاشتهرت بها، ولكنها جميعاً تحت خيمة سوق الثلاثاء الكبير. فاين يقع هذا السوق، وماهي المعالم التي ترشدنا اليها بعد ما مرت به بغداد من احداث وكوارث سواء اكانت طبيعية كالفيضانات والامراض أو بشرية بما تعرضت اليه من غزو وتدمير حضاري على يد المغول ومن تبعهم .

## الموقع
ان موقع سوق الثلاثاء كما ذكر الرحالة ابن بطوطة عند وصفه الجهة الشرقية من بغداد بقوله:«وأعظم أسواقها سوق يعرف بسوق الثلاثاء، كل صناعة فيه على حدة. وفي وسط هذا السوق تقع المدرسة النظامية العجيبة، التي صارت الأمثال تضرب بحسنها. وفي آخره المدرسة المستنصرية»،وبما ان المدرسة المستنصرية تقع في آخر سوق الثلاثاء، فمن ذلك نستدل على ان سوق الثلاثاء كانت تحت المدرسة مباشرة.

## معالم السوق
من المعالم المعروفة في سوق الثلاثاء والتي سترد في سياق المقال قصر الخلافة المعروف بقصر الفردوس وكذلك نهر المعلى، إضافة إلى ما يلي:
- المدارس

وكما ذكر ابن بطوطة المدرسة المستنصرية تقع آخر سوق الثلاثاء وفي وسطه تقع المدرسة النظامية.
- رباط شيخ الشيوخ

ويقع قبالة المدرسة النظامية رباط شيخ الشيوخ في سوق الثلاثاء.
- مسجد سوق الثلاثاء

وكان مسجد سوق الثلاثاء قائماً وكان الشيخ أبو عبد الله المقدسي الحنفي يقريء في هذا المسجد. والقاضي المظفر بن المبارك وليَّ الحسبة ببغداد، والقضاء برُبع الثلاثاء، وكانت له حلقة إشغال بجامع القصر.
- مهن ورد ذكرها عرضاً

وذكر ان أحد التجار كان له مال على أحد القادة وكان يماطله فيه، فتظلم إلى المعتضد بالله فلم ينجع به، فتظلم إلى عبيد الله بن سليمان منه، فلم ينفع، فأخذه رجل إلى خياط في سوق الثلاثاء شيخ، وهو جالس يخيط، ويقريء في المسجد، فقص عليه قصته، فقام معه إلى دار القائد فاسترد له دينه. 
وذكر ان مؤيد الدين الوزير ابن القصاب، تولى الوزارة سنة 590ه‍، في عهد الناصر، وكان أبوه قصاباً في سوق الثلاثاء ببغداد.
- كنيسة سوق الثلاثاء

وكانت في سوق الثلاثاء كنيسة للنصارى عرفت ببيعة سوق الثلاثاء، وذكر ان ابن عكاشة الجرائحي قد نذر عليه انه يتصدق في بيعة سوق الثلاثاء بالربع مما يحصل . وعند استيلاء هولاكو على بغداد سنة 656ه‍، جمع الجاثليق مكيخا المسيحيين في كنيسة سوق الثلاثاء وأبقاهم هناك بحيث ان احدا منهم لم يصب بأذى.
- جسر سوق الثلاثاء

وكانت سوق الثلاثاء تستقي من نهر المعلى الذي يأتي من المقسم إلى باب أبرز ويمر بين الدور إلى باب سوق الثلاثاء ثم يدخل قصر الخلافة المسمى بالفردوس. وكان في بغداد ثلاثة جسور أحدها محاذي سوق الثلاثاء.

## الأسواق
- سوق الزنجبيل

الذي كان في العصر العباسي يعرف بسوق السلسلة كان جزءاً من سوق الثلاثاء الكبير،
- سوق البزازين (الجوخ جية)

أيضا هو جزء من سوق الثلاثاء العباسي، وأبرز ما يباع فيه الحرير والدمقس.
- سوق الصفافير

كانت قائمة في درب المسعودة في سوق الثلاثاء لتوفير احتياجات طلاب المدرسة المستنصرية والنظامية،
- سوق دانيال

الذي يتوسد جزءاً مهماً من سوق الثلاثاء العباسي،
- سوق الرياحين

يسمى سوق الشورجة اليوم، الذي اشتهر بتخصص باعته بتجارة المواد العطرية والتوابل والافاويه ويقع في آخر سوق الثلاثاء، ويعتقد ان مدخل الشورجة كان ميداناً لتقاطع سوق الرياحين وشارع سوق الثلاثاء في الفترة السلجوقية من الحكم العباسي.
- أبواب السوق

وكانت أبواب سوق الثلاثاء تغلق عندما تتوقف عمليات البيع والشراء فيه.

## حوادث وقعت على السوق
- الحرائق

هناك حريق عظيم وقع ببغداد في سوق الثلاثاء سنة 359 ه‍، فاحترق جماعة رجال ونساء واما الرحال وغيرها فكثير. وكان سلاطين السلاجقة عندما يأتون بغداد ينزلون عدة قصور أقام فيها البويهيون قبلهم وكان يطلق على مجموع تلك القصور دار السلطنة أو الدار السلطانية، وكانت تقع في سوق الثلاثاء وصارت تسمى فيما بعد سوق السلطان، وفي حريق بغداد سنة 551 ه‍، احترقت عدة مواضع منها دار الخلافة وسوق السلطان. ولكن ياقوت الحموي عندما ذكر محلة المخرم قال: انها تقع بين الرصافة ونهر المعلى وفيها كانت الدار التي يسكنها السلاطين البويهية والسلجوقية خلف الجامع المعروف بجامع السلطان، خربها الامام الناصر لدين الله أمير المؤمنين أبو العباس أحمد.
- نهب السوق

وفي فتنة بين الحنابلة والاشاعرة سنة 470ه‍، خرج فقيه يعرف بالاسكندراني إلى سوق الثلاثاء فتكلم بتكفير الحنابلة، فرماه بعضهم بآجرة، فهرب إلى سوق المدرسة النظامية واستنفر الناس لنصرته، فخرجوا إلى سوق الثلاثاء ونهبوا بعض ما كان فيه،
وفي سنة 721 ه‍، أقبلت الحرامية في جمع كبير فنهبوا في بغداد علانية سوق الثلاثاء فانتدب لهم عسكر فقتلوا فيهم مقتلة نحو المائة وأسروا جماعة.

## محلة سوق الثلاثاء
هناك رأيان حول وجود وعدم وجود محلة بهذا الأسم. فالدكتور مصطفى جواد اشار إلى وجود محلة سوق الثلاثاء، ولكن هناك من قال بان هذه الإشارة غير واردة، فلا وجود لمحلة سوق الثلاثاء، وانما كانت هناك سوق الثلاثاء، للبيع والشراء وتنسب اليه المواضع لقربها من السوق وشهرته، ولم يشر البلدانيون والمؤرخون إلى محلة بهذا الاسم، فقط أشاروا إلى السوق. وهذا الرد على ماقاله مصطفى جواد في كتابه دليل خارطة بغداد عن موقع سوق الثلاثاء صفحة 16 والصفحات التي تلتها قد نشرتها مجلة المورد العراقية، بعددها الأول في المجلد17، سنة 1988م.
فلنلقي نظرة على موقع واحد مما قاله مصطفى جواد في كتابه اعلاه صفحة 119وهو يعين موقع درب دينار في سوق الثلاثاء، والرد عليه.

## عدم وجود محلة اسمها سوق الثلاثاء
ان تعيين الدكتور مصطفى جواد لموقع محلتي دينار الكبرى والصغرى في شارع المأمون وفي سوق البزازين مقابل باب المدرسة المستنصرية لا يتفق والاوصاف التي ذكرها المؤرخون والبلدانيون، فقد قال ياقوت الحموي في معجم البلدان عن موقع محلتي دار دينار مايلي: (دار دينار محلتان ببغداد اذ يقال لاحداهما الكبرى وللاخرى دار دينار الصغرى وهي في الجانب الشرقي قرب سوق الثلاثاء، بينه وبين دجلة...الخ)، من هذا يتضح ان هاتين المحلتين كانتا قرب سوق الثلاثاء، بينه وبين دجلة وليس في سوق الثلاثاء، لان شارع المأمون الحالي وسوق البزازين المقابل لباب المستنصرية حسب رأي الدكتور مصطفى جواد هما من سوق الثلاثاء القديم، كما انه اعتبر سوق الثلاثاء محلة، وسماها محلة سوق الثلاثاء، وهذا غير وارد، اذ ليس هناك محلة في بغداد الشرقية تسمى سوق الثلاثاء، وانما هناك سوق يسمى سوق الثلاثاء.هذا مع العلم ان المؤرخين والبلدانيين لم يذكروا لنا ان هناك محلة في بغداد تسمى محلة سوق الثلاثاء.

## أقوال أخرى
ذكر الأستاذ الدكتور تحسين حميد مجيد مؤلف كتاب هلال الصابي دراسة لحياته ومؤلفاته، ان هلال الصابي المتوفي سنة (448 ه‍) ذكر أسواق بغداد فقال:
سوق الثلاثاء: وهو قريب من دار الخلافة، وسميت محلة شهيرة باسم هذا السوق وهي محلة سوق الثلاثاء، المخرم.
وعند مراجعتي للنص في كتاب الوزارة لهلال الصابي، لم اجد انه ذكر بان سوق الثلاثاء باسمه محلة شهيرة، وانما الذي ورد مايأتي:«وسار معه (اي مع علي بن عيسى) مؤنس المظفر إلى ان بلغ داره بسوق الثلاثاء، ثم حلف عليه علي بن عيسى فتأخر عنه، وسار بين يديه هارون بن غريب وشفيع ومفلح ونسيم وياقوت ونازوك وجميع القواد والغلمان إلى داره بباب البستان».
وفي العهد العثماني عرفت محلة الحيدرخانة الحالية، التي يعتقد انها معروفة منذ القرن العاشر الهجري، نسبة إلى أحد كبار التجار يسمى حيدر جلبي الذي عاصر والي بغداد محمد باشا الخاصكي (1067-1070ه‍)، ولم يتضح لنا من المعلومات الخططية ماذا كانت تسمى في العصر العباسي ما عدا دربها الذي كان متصلاً بسوق السلطان، والأرجح كانت تسمى محلة نهر المعلى على قول ياقوت الحموي المتوفي 626ه‍، حيث ذكر:نهر المعلى وهو اليوم أشهر وأعظم محلة ببغداد وفيها دار الخلافة المعظمة، ثم يجري النهر ويدخل دار الخلافة وهو المسمى بالفردوس. وهو تأكيد لقول الخطيب البغدادي المتوفي 463ه‍، الذي ذكر: ويمر نهر المعلى بين الدور (يعني دور محلة نهر المعلى كما اسماها ياقوت الحموي) إلى باب سوق الثلاثاء ثم يدخل قصر الفردوس. وكلاهما لم يذكرا محلة باسم محلة سوق الثلاثاء، وكذلك ابن بطوطة.
وأكد ياقوت الحموي في كتابه المشترك وضعاً والمفترق صقعاً على محلة نهر المعلى وذكر ان «سوق الثلاثاء بنهر المعلى من محال مدينة السلام بغداد، كانت تقام فيه سوق في كل شهر مرة في يوم الثلاثاء فنسب إلى اليوم الذي كانت تقام فيه، وذلك قبل ان يعمر المنصور بغداد، وهو الآن من أعمر محال بغداد، وبه معظم سوق البزازين».
اما الدكتور مصطفى جواد فقد قال عند تحقيقه كتاب تكملة إكمال الإكمال، ان الحيدرخانة:
وهي محلة واسعة تتفرع إلى دروب، وكانت هذه الدروب وهي محلات الجانب الشرقي متفرعة من سوق الثلاثاء العتيقة وهي اليوم قسم من شارع الرشيد بين الحيدرخانة و جامع مرجان الذي يعرف أيضاً بالمدرسة المرجانية.
وقد أشار الشاعر ابن المقرب إلى سوق الثلاثاء في قصيدته «كره الله ما أحب الأعادي» مقارناً بين تجارة سوق البصرة وسوق الثلاثاء واسماه (سوق ثُلثا) ببغداد فقال:
ويعني الشاعر هنا ان سوق البصرة الكبيرة التي بناها الناصر العباسي تفوق سوق الثلاثاء، ويريد سوق البزازين فيها.